# Warunkowanie
Warunkowanie, powstawanie odruchów warunkowych – prowadzona w warunkach laboratoryjnych (zubożonych), oparta na naturalnej właściwości uczenia się eksperymentalna metoda badania ośrodkowego układu nerwowego, jego funkcjonalnych właściwości, połączeń i dróg nerwowych, mechanizmów sterowania zachowaniem i funkcjonowaniem organów wewnętrznych. 
Rozróżnia się dwa rodzaje warunkowania: warunkowanie klasyczne oraz warunkowanie instrumentalne. Ich sens biologiczny i różnicę najłatwiej przedstawić na zachowaniu się kury i psa. Mała kura (kurczak) ma wrodzony odruch dziobania małych obiektów na ziemi. Początkowo dziobie co popadnie (generalizacja), jednak skojarzenie wyglądu obiektu dziobanego z jego smakiem ogranicza liczbę obiektów dziobanych (różnicowanie). Później kura ma już takie doświadczenie, że wie, co warto dziobać, czasami dla ciekawości dziobnie, a nawet połknie jakieś nowe znalezisko (w żołądku kury są kamienie, które pomagają w trawieniu, poprzez rozdrabnianie pokarmu na skutek tarcia, gdyż kura, nie mając zębów, nie może pogryźć ziaren). Kura chcąc jeść, wykonuje instrumentalne ruchy dziobania w stosunku do wyuczonych warunkowo obiektów. 
Zachowanie (reakcje ruchowe) związane ze zdobywaniem pokarmu, poszukiwaniem wody, poznawaniem terenu, szukaniem partnera, ucieczką, to typowe, istniejące w naturze reakcje, będące przykładem warunkowania instrumentalnego. 
U psa pokarm po dostaniu się do jamy gębowej wywołuje odruch bezwarunkowy wydzielania śliny, dotykając tylnej części podniebienia - odruch połykania a następnie wydzielanie soków żołądkowych. Łatwo zauważyć, że inne właściwości będzie miał suchy proszek mięsny, ten sam proszek zmieszany z wodą, surowe mięso, a jeszcze inne właściwości chleb. W żołądku innej ilości soków potrzeba do trawienia mięsa a innej do trawienia pokarmów mącznych. Jeśli pies zacznie się ślinić odpowiednio silnie już na widok suchego proszku, to będzie mógł go szybciej i sprawniej przełknąć, natomiast w żołądku szybciej zacznie się trawienie. Rodzaj pokarmu organizm rozpoznaje kojarząc jego obraz ze smakiem, a później z rodzajem związków organicznych pojawiających się w jelitach, krwiobiegu i układzie limfatycznym. Większe lub mniejsze ślinienie się i wydzielanie soków żołądkowych już na widok różnego rodzaju pokarmu jest przykładem naturalnego warunkowania klasycznego.
Reakcje związane z warunkowaniem instrumentalnym pozwalają zwierzęciu dostosować się do  warunków panujących w otoczeniu, a reakcje klasyczne pozwalają dostosować jego wnętrze głównie za pośrednictwem autonomicznego układu nerwowego. W naturalnym środowisku bodźców jest bardzo dużo i trudno stwierdzić, jaką naturę ma takie czy inne zachowanie, natomiast w laboratorium jest to możliwe. 
Między oboma warunkowaniami istnieje jeszcze jedna różnica, dobrze widoczna w czasie eksperymentów, mianowicie bodziec warunkowy klasyczny jest bezpośrednim sygnałem bodźca bezwarunkowego i jego wystąpienie wywołuje takie objawy jak sam bodziec bezwarunkowy. W przypadku warunkowania instrumentalnego bodziec warunkowy nie ma tej właściwości, jest zwykle sygnałem, że teraz można wykonać określony ruch, aby móc w dalszej kolejności uzyskać wzmocnienie. W tym ujęciu, bardzo odpowiednim dla odruchów instrumentalnych jest określenie odruchy przygotowawcze stosowane przez Konorskiego. 
Mówiąc o warunkowaniu zwykle przyjmuje się za oczywistość i rzadko wspomina o tym, że podstawą wszelkiego warunkowania jest tzw. napęd. Jako napęd należy rozumieć zmiany w układzie nerwowym pojawiające się pod wpływem wewnętrznych zmian w organizmie lub na jego zewnątrz sprawiające, że zwierzę szuka pokarmu, wody, schronienia itd. W doświadczalnych warunkach przed np. warunkowaniem pokarmowym zwierzę nie dostaje jedzenia po to, aby po wprowadzeniu do klatki eksperymentalnej aktywnie podjęło jej eksplorację w poszukiwaniu pokarmu. Jeśli zwierzę trafiając do klatki będzie miało zaspokojone wszystkie swoje potrzeby to z eksperymentu nic nie wyjdzie - zamiast eksplorować otoczenie, pójdzie spać.